# كاتسوهيكو إيشيباشي
كاتسوهيكو إيشيباشي (باليابانية: 石橋克彦؛ بالكانا: いしばし かつひこ) هو عالم زلازل ‏ ياباني، ولد في أغسطس 1944 في كاناغاوا في اليابان.